# Eremothamnus marlothianus
Eremothamnus marlothianus O.Hoffm., 1888 è una piante angiosperme dicotiledoni della famiglia delle Asteraceae. È l'unica specie del genere Eremothamnus O.Hoffm., 1888

## Descrizione
Eremothamnus marlothianus è arbustiva non molto grande, con fusti eretti e ramificati. La pubescenza è densamente tomentosa (lanosa). Gli organi interni sono privi di latice.
Le foglie lungo il fusto sono disposte in modo alterno. Sono di tipo obovato, intero o con piccoli corti spini (3 - 5 spini dentati) sui margini nelle parti distali e in genere sono piuttosto succulenti.
Le infiorescenze sono composte da capolini radiati, sessili o subsessili, non molto grandi in posizione terminale o ascellare. I capolini sono formati da un involucro composto da brattee (o squame) all'interno delle quali un ricettacolo fa da base ai fiori ligulati esterni e da quelli tubulosi interni. La forma dell'involucro varia da cilindrica a campanulata; le brattee sono disposte in più serie; quelle esterne hanno una consistenza cartacea e sono provviste di spine apicali. Il ricettacolo è nudo (senza pagliette).
I fiori (fino a 25 - 30 in Eremothamnus) sono tetra-ciclici (ossia sono presenti 4 verticilli: calice – corolla – androceo – gineceo) e pentameri (ogni verticillo ha 5 elementi). Sono inoltre ermafroditi e in genere zigomorfi. I fiori del raggio (zigomorfi) sono femminili e fertili con staminoidi; quelli del disco (actinomorfi) sono regolari (ermafroditi).
- Formula fiorale:

*/x K {\displaystyle \infty }, [C (5), A (5)], G 2 (infero), achenio
- Calice: i sepali del calice sono ridotti ad una coroncina di squame.

- Corolla: il colore della corolla è giallo o sue tonalità.  I fiori del raggio (ligulati) terminano tre piccoli denti apicali; quelli del disco (tubulosi) sono profondamente lobati (con 5 lobi lineari).

- Androceo: gli stami sono 5 con filamenti liberi mentre le antere sono saldate in un manicotto (o tubo) circondante lo stilo. Le antere hanno delle appendici apicali con speroni (calcarate) e delle code (caudate); le teche hanno una forma oblunga. Le cellule dell'endotecio hanno una forma oblunga con ispessimenti anulari addensati nella metà basale e più distanziati nella parte distale. Il polline è spinuloso. I fiori del raggio (femminili) sono privi di antere.

- Gineceo: lo stilo è sottile e allungato, mentre gli stigmi sono due, divergenti e ricoperti di peli nelle zone esterne. Lo stilo alla base è parzialmente immerso nel nettare, ed è privo di nodi. L'ovario è infero uniloculare formato da 2 carpelli. Le papille stigmatiche ricoprono la parte interna degli stigmi. Sono presenti dei corti peli a 2 - 3 cellule.

I frutti sono degli acheni con pappo. Gli acheni sono più o meno prismatici e sono densamente ricoperti da setole, mentre il pappo (corposo) è formato da piccole setole disposte su 2 - 3 serie.

## Biologia
- Impollinazione: l'impollinazione avviene tramite insetti (impollinazione entomogama tramite farfalle diurne e notturne).
- Riproduzione: la fecondazione avviene fondamentalmente tramite l'impollinazione dei fiori (vedi sopra).
- Dispersione: i semi (gli acheni) cadendo a terra sono successivamente dispersi soprattutto da insetti tipo formiche (disseminazione mirmecoria). In questo tipo di piante avviene anche un altro tipo di dispersione: zoocoria. Infatti le brattee dell'involucro possono agganciarsi ai peli degli animali di passaggio disperdendo così anche su lunghe distanze i semi della pianta.

## Distribuzione e habitat
La distribuzione delle piante di questa specie è relativa alla Namibia.

## Tassonomia
La famiglia di appartenenza di questa voce (Asteraceae o Compositae, nomen conservandum) probabilmente originaria del Sud America, è la più numerosa del mondo vegetale, comprende oltre 23.000 specie distribuite su 1.535 generi, oppure 22.750 specie e 1.530 generi secondo altre fonti (una delle checklist più aggiornata elenca fino a 1.679 generi). La famiglia attualmente (2021) è divisa in 16 sottofamiglie.

### Filogenesi
Le piante di questa voce appartengono alla tribù Eremothamneae della sottofamiglia Vernonioideae. Questa assegnazione è stata fatta solo ultimamente in base ad analisi di tipo filogenetico sul DNA delle piante. Precedenti classificazioni descrivevano queste piante nella sottofamiglia Asteroideae (tribù Senecioneae) o sottofamiglia Cichorioideae.

### Sinonimi
Sono elencati alcuni sinonimi per questa entità:
- Pteronia aizoides Muschl.
- Pteronia marlothiana  Dinter